# Lydia Rabinowitsch-Kempner
Lydia Rabinowitsch-Kempner (22 août 1871 – 3 août 1935) est une bactériologiste et médecin allemande. Elle est connue pour ses recherches sur la tuberculose et la santé publique. Elle est la deuxième femme à devenir professeure, en Prusse.

## Biographie
Lydia Rabinowitsch est née à Kovno, dans l'Empire russe (aujourd'hui Kaunas, en Lituanie) dans une famille juive, le 22 août 1871. Elle fait ses études au gymnasium pour fille de sa ville natale, et apprend le latin et le grec à côté de ce cursus. Par la suite, elle étudie les sciences naturelles à l'université de Zurich et à l'université de Berne, où elle devient docteure en médecine. Après avoir obtenu son diplôme, elle se rend à Berlin, où elle peut poursuivre ses recherches en étude bactériologique à l'Institut Robert-Koch grâce au professeur Robert Koch. Elle est la deuxième femme en Prusse à devenir professeure, et est la première à Berlin.
En 1895, elle va à Philadelphie, où elle est maître de conférences (lecturer) puis professeure auWoman's Medical College of Pennsylvania. Elle y fonde un institut bactériologique, et poursuit ses recherches chaque été sous la direction de Robert Koch, à Berlin.
En 1896, elle prononce devant le Congrès international des femmes à Berlin une conférence sur l'étude de la médecine par les femmes dans différents pays. Lors du congrès des scientifiques tenu à Wrocław en 1904, elle préside la section dédiée à l'hygiène et la bactériologie.
En 1898, elle épouse le docteur Walter Kempner à Berlin, où elle retourne. Ils ont un fils, le juriste Robert Kempner (1899-1993).
Elle meurt le 3 août 1935 à Berlin, à l'âge de 63 ans.